# Червоне листя
«Червоне листя» (рос. «Красные листья») — російський радянський художній фільм, поставлений на кіностудії «Білорусьфільм» у 1958 році режисером Володимиром Корш-Сабліним.

## Синопсис
1936 рік. Райони західних областей Білорусі охоплені революційним рухом. Молодий повстанець Андрій Метельський за завданням комуністичного підпілля направляється в сусідній район, щоб попередити селян про концентрацію сил поліції та скасування наміченої демонстрації...
Дорогою Андрій важко поранений і, втрачаючи свідомість, дістався до будинку відставного майора пана Шипшинського, у якого працювала служницею його наречена Стася...

## У ролях
- Едуардс Павулс
- Ія Арепіна — Стася
- Михайло Жаров
- Клара Лучко
- Євген Карнаухов
- Геннадій Мічурін
- Володимир Чобур
- Володимир Дедюшко
- Ростислав Янковський
- Микола Бармин
- Здислав Стомма
- Степан Бірило
- Костянтин Адашевський
- Сергій Карнович-Валуа

## Творча група
- Сценарій: Аркадій Кулешов, Алесь Кучар
- Режисер: Володимир Корш-Саблін
- Оператор: Юлій Фогельман
- Композитор: Микола Крюков